# 大王爺廟 (元洲仔)
22°27′00″N 114°11′00″E / 22.45°N 114.1833333°E

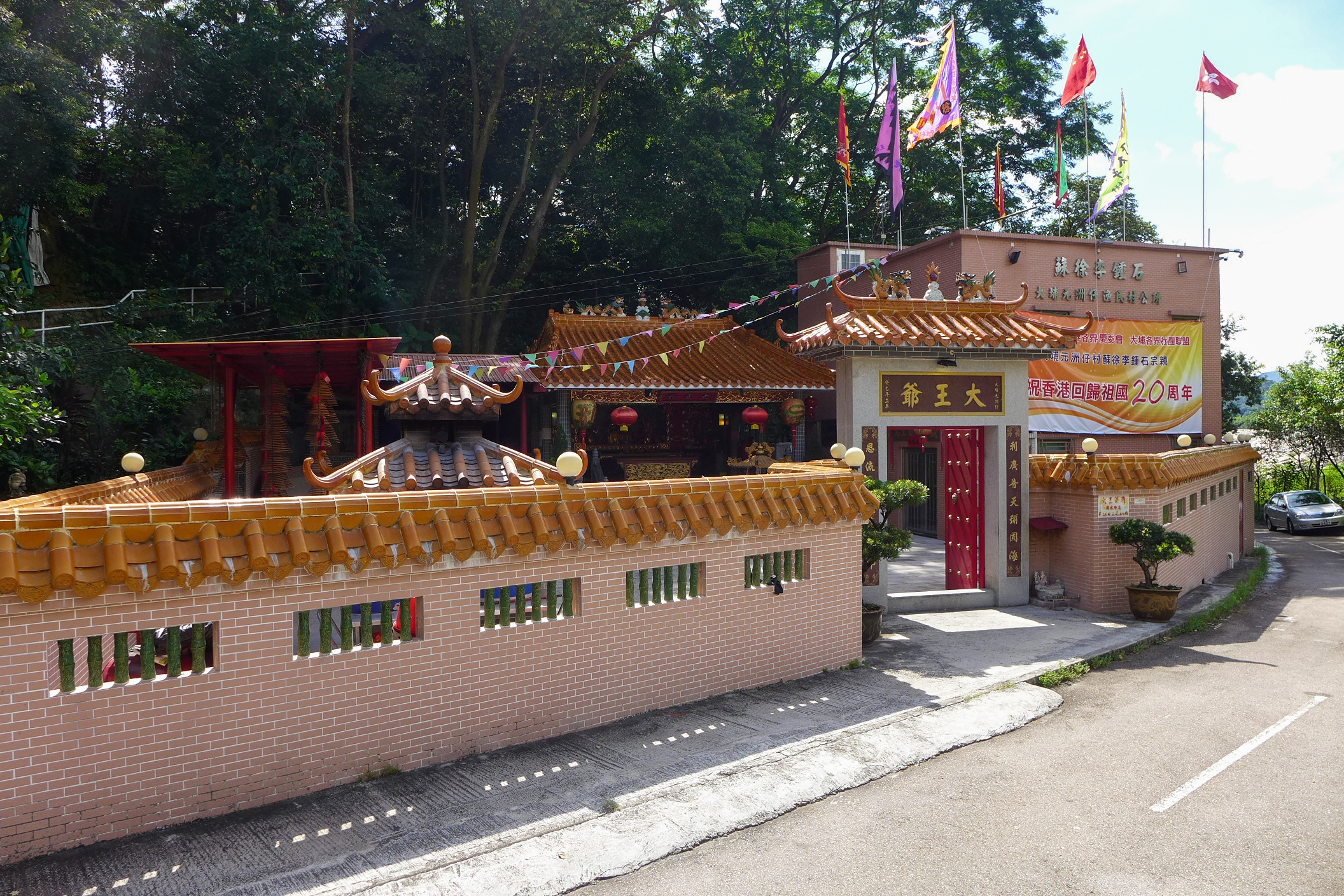
大王爺廟 (元洲仔)

元洲仔大王爺廟是香港一座廟宇，位於新界大埔區元洲仔，鄰近現時的前政務司官邸和元洲仔公園，建於清朝中葉。大王爺廟是大埔的一座王爺神廟，廟供奉大王爺、二大王及三大王等三位王爺神、天后、觀音、財神、佛祖及水仙爺等九位神明。
大王爺廟的前身深圳河北岸的赤尾村村民，於清朝中葉期間，在元洲仔北岸豎立的石碑，附近的水陸居民往往向此碑燒香祝禱，認為十分靈驗。到了清末，由大埔蘇、徐、李、鍾及石五氏人民，組成「僑港惠陽蘇徐李鍾石姓宗親聯會」，在現址移碑建廟。該廟在1988年曾進行重建，2014年又由大埔五姓漁民籌款重建。
隨著地方發展，元洲仔已完全改變，再無艇戶棚屋，漁民不少已遷進高樓大廈，但鄉民仍敬神不絕。每年農曆五月初六開始（正誕在初八），為大王爺誕，在天后宮前風水廣場有神功戲賀誕，各花炮會及信眾，都會在這幾天來到戲棚神壇參拜，為大埔區的一大盛事。其中部份花炮會，為了方便村民信眾，選擇在周日舉行慶祝活動。

## 歷史
相傳三位王爺曾是昔日大埔的鶴佬漁民敬奉之鄉土神、水神、除瘟之神，三位王爺姓名皆不詳。廟方稱三位王爺為秀才，是結拜兄弟，應孝廉鄉試，迷濛之間，見到瘟神在井中投瘟毒，於是三人留下遺書，投井自盡以警告鄉民。地方官將此事表奏朝廷，獲得皇帝嘉許，封為「王爺」，遊府喫府，遊縣喫縣，代天巡狩，掃除瘟疫，保境安民。此一說，是標準的閩南人王爺信仰源流說法。
後來大王爺在本地託夢要求祭祀，並許諾幫助漁民捕魚，保佑村里平安，漁民不久之後真的獲得神助，天天滿載而歸，於是還願奉祀，先立一枚石碑（另一說則是原本就有石碑，是王爺神附在石碑之上），後由蘇、徐、李、鍾及石五姓人士建廟。另說則是當地漁民捕魚時拾獲大王爺香火（或神像、或神主、或王船），後大王爺降乩稱，另外兩位結拜兄弟也要來一同大顯神威，於是作一石碑奉祀，後建廟。

## 神誕
在1930年代開始，每逢農曆二月初五、二月十五及五月初六，大王爺廟都會慶祝大王爺誕，其中五月由初六起便會搭棚演粵劇及白字劇，神棚設於汀角路「風水廣場」近大元邨，還有巡遊及抽花炮等活動，初六稱為「請神」，初八為「正誕」，直到十五早才送神回廟，是大埔區水陸居民一大盛事。
鶴佬賀誕是具特色的傳統活動。醒獅部分除了一般的龍獅外，還有鶴佬麒麟、客家麒麟、金獅和貔貅，共計三十多頭動物。其中鶴佬麒麟，舞動者隨著鑼鼓嗩吶的伴奏樂聲，大動作地不停轉動，儼如民間音樂表演。現場還有功夫表演。隊伍由集合地點的大元邨泰欣樓，遊行穿過大埔新市鎮的街道，走至風水廣場，令沿途市民都感受到節日氣氛。
另外一個節目是婦女表演傳統風俗的陸上扒龍舟。婦女穿戴著自製的頭飾服裝，在鬧市中遊行表演，亦有人放懷高歌，表演傳統鶴佬歌曲。神功戲方面，除了粵劇外，亦有潮劇地方戲曲的白字戲。但抽花炮活動不是在同日進行，而是定在農曆五月十三的神功戲中舉行。

## 外部連結
- 九鐵沿線旅遊景點：大王爺廟
- 影視及娛樂事務管理處：元洲仔大王爺廟（页面存档备份，存于）
- 大埔今昔